# 헤센베르크의 정리
헤센베르크의 정리(독일어: Satz von Hessenberg, 영어: Hessenberg's theorem, -定理)는 선형대수학의 정리이다. 독일의 수학자인 게르하르트 헤센베르크(Gerhard Hessenberg, 1894년 ~ 1925년)의 이름을 따서 붙여진 이름이다.
데자르그의 정리라고도 불린다.

## 공식화
헤센베르크의 정리는 간단하게 말해서, 실수 성분을 갖는 모든 정사각행렬은 어떤 상부 헤센베르크 행렬과 직교적으로 닮았다는 내용이다. 즉, 예컨대 A가 실수 성분의 4×4 행렬이면,
{\displaystyle P^{T}AP={\begin{bmatrix}..&..&..&..\\..&..&..&..\\0&..&..&..\\0&0&..&..\\\end{bmatrix}}}
이 성립하는 직교행렬 P가 존재한다는 것이다.

## 같이 보기
- 슈어 분해
- 헤센베르크 행렬

## 참고 문헌
- Howard Anton, Robert C. Busby, 고형준 외 공역, 《최신선형대수》, 학술정보, 2004